# Biwa

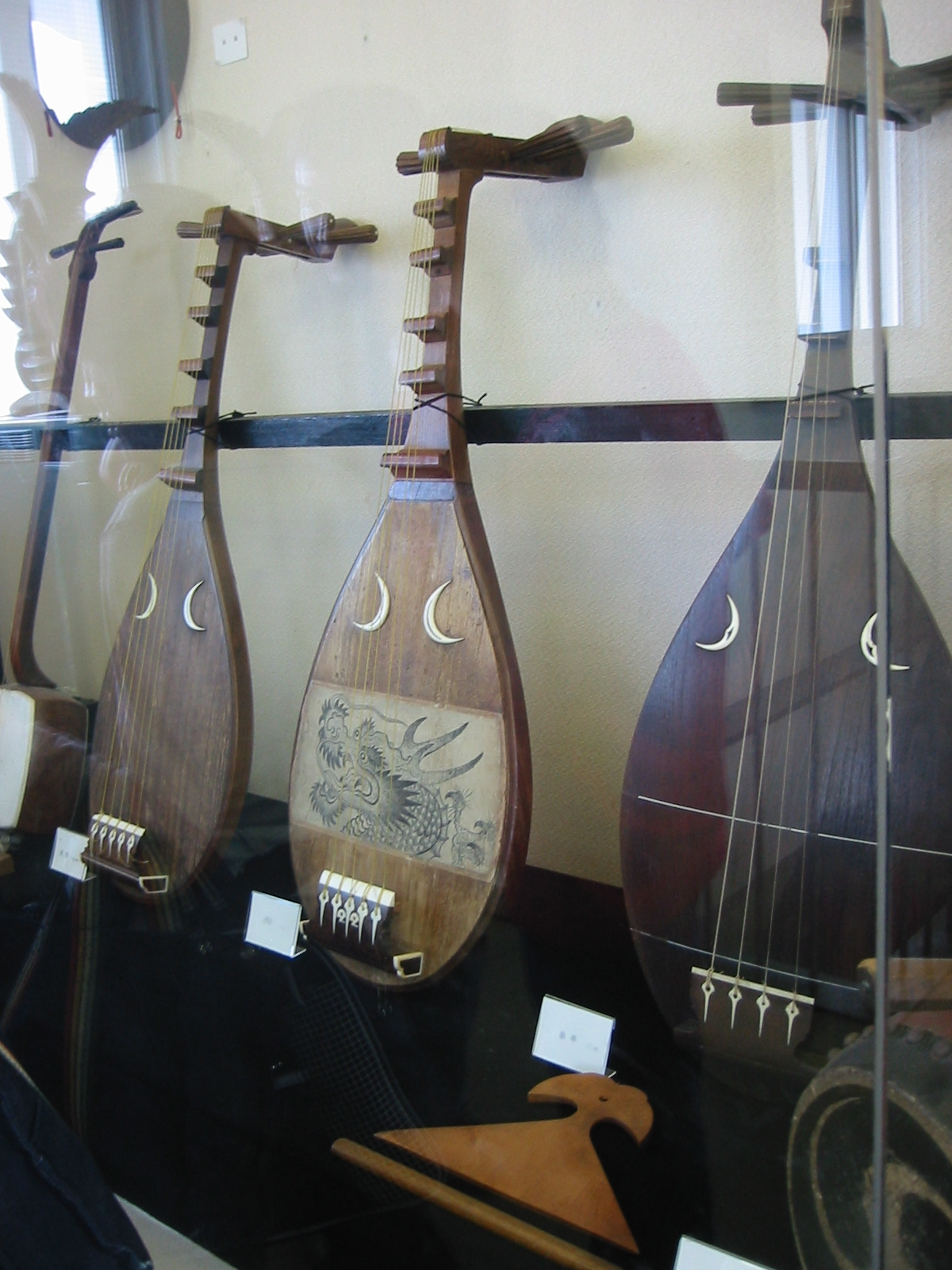
Verschiedene biwa in einem japanischen Museum

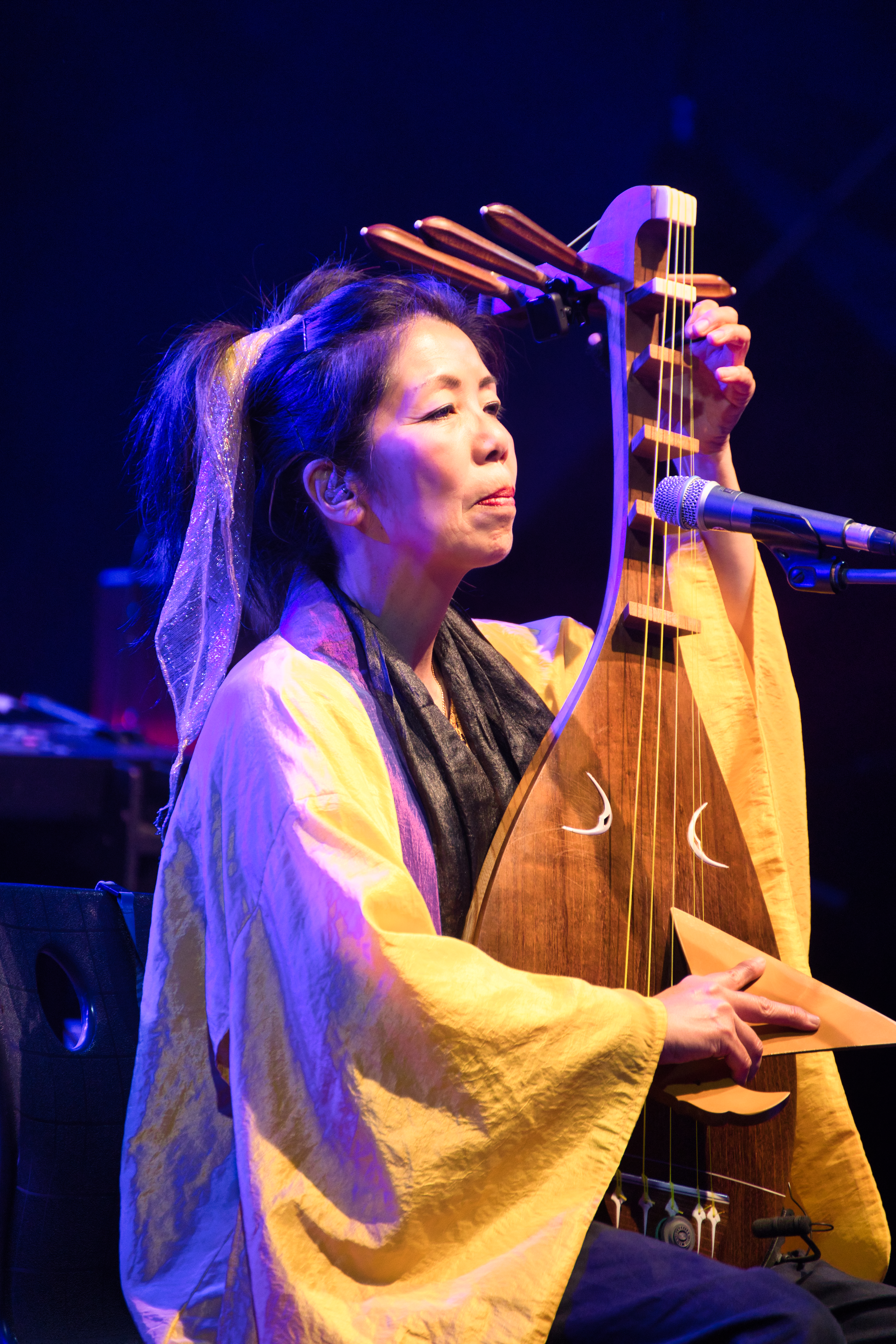
Junko Ueda auf dem Rudolstadt-Festival 2023

Biwa (jap. 琵琶) bezeichnet eine Gruppe von vier- oder fünfsaitigen, birnenförmigen Kurzhalslauten der klassischen japanischen Musik, die mit einem großen hölzernen Plektrum (撥, bachi) angeschlagen werden. Die biwa stammt von der chinesischen pipa ab, die in der Nara-Zeit (710–794) nach Japan gelangte. Beide Lauten werden mit den gleichen Schriftzeichen geschrieben. In früheren Zeiten wurde die biwa unter anderem von blinden Sänger-Mönchen, den biwa hōshi, zum Vortragen von Balladen verwendet. Heute sind sie allerdings nicht mehr in weitläufigem Gebrauch. 
Die biwa gab dem größten japanischen Binnensee, dem Biwa-See, seinen Namen, vielleicht weil er eine ähnliche Form hat. Auf dem Biwa-See selbst befindet sich eine Insel mit einem Schrein der Göttin Benten, die auf die indische Göttin Sarasvati zurückgeht. Benten besitzt als ihr bekanntestes Attribut die biwa, während Sarasvati mit der Langhalslaute vina dargestellt wird.
Mit anderen Zeichen (枇杷), jedoch den gleichen phonetischen Komponenten, geschrieben bezeichnet das japanische Wort biwa (ebenfalls von Chinesisch pipa) auch die japanische Loquat-Frucht (Eriobotrya japonica). Namens- und formverwandte Lauten sind neben chinesisch pipa, koreanisch pi-pha (pip’a), tibetisch piwam (oder piwang), mongolisch biba und vietnamesisch t ỳ-bà (auch dan ry ba). Eine sprachliche Verbindung besteht mutmaßlich auch mit persisch barbat.